# Hephaestus Rupēs
Hephaestus Rupēs és una formació geològica de tipus rupes a la superfície de Mart, localitzada amb el sistema de coordenades planetocèntriques a 36.49 latitud N i 131.95 ° longitud E, que fa 1.707,44 km de diàmetre. El nom va ser aprovat per la UAI l'any 2003 i fa referència a una característica d'albedo localitzada a 20 latitud N i 240 ° longitud O. El nom va ser canviat d'Hephaestus Rupes a Hephaestus Rupēs el 27 d'agost de 2013.